# HD 2039
HD 2039は、地球からほうおう座の方向に約280光年離れたところにある、G型主系列星または準巨星である。2002年に、HD 2039 bという太陽系外惑星が発見された。
| 太陽 | HD 2039   |
| ---- | --------- |
| 太陽 | Exoplanet |

## 惑星系
HD 2039 bは、アングロ・オーストラリアン望遠鏡を用いた視線速度法による系外惑星捜索によって発見された。木星の6倍以上の質量があるとみられる巨大惑星が、細長い楕円軌道で母星の周りを公転している。
| 名称 （恒星に近い順） | 質量    | 軌道長半径 （天文単位） | 公転周期 (日) | 軌道離心率 | 軌道傾斜角 | 半径 |
| --------------------- | ------- | ----------------------- | ------------- | ---------- | ---------- | ---- |
| b                     | 6.29 MJ | —                       | 1,120         | 0.71       | —          | —    |